# Erma-Gene Evans
Erma-Gene Evans (sinh ngày 26 tháng 1 năm 1984 tại Castries) là một tay ném lao của Saint Lucian.
Erma-Gene giữ kỷ lục quốc gia Saint Lucia nội dung ném lao nữ. Bà theo học tại trường trung học toàn diện Leon Hess và trường cao đẳng cộng đồng Sir Arthur Lewis ở Castries, trước khi theo học ngành tiếp thị đại học tại Đại học Texas el Paso.
Erma-Gene được một huy chương đồng của CARIFTA vào năm 2001, sau đó là huy chương bạc năm 2002 và 2003, năm cuối của cô khi còn là một thiếu niên. Nhưng thi đấu tại Giải vô địch điền kinh và điền kinh Pan American năm đó tại Bridsville, Barbados, cô đã lập kỷ lục đáp ứng và kỷ lục quốc gia 49,67 để giành huy chương vàng. Với thành tích đó, cô đã được vinh danh là vận động viên nữ của năm và thiếu niên năm 2003 tại St. Lucia cũng như là vận động viên thể thao cấp cơ sở và cấp cao của năm.
Năm 2004, Erma-Gene tiếp tục học tại UTEP và bắt đầu tập luyện với huấn luyện viên Mika Laaksonen. Cô đứng thứ ba tại nội dung ném lao (48,86/160-4) tại Giải vô địch điền kinh Bắc Mỹ, Trung Mỹ và Caribbean năm 2004 vào ngày 30 tháng 7. Năm 2005, điểm 52,27 của cô là cú ném cao nhất trong quá trình của cô trong vòng loại Giải vô địch NCAA, nhưng cô không thể thi đấu trong trận chung kết vì chấn thương. Cô là một á quân tại Khu vực Trung Tây NCAA và tại Giải vô địch WAC. Cô đã thiết lập lại kỷ lục quốc gia Saint Lucia khi giành được Spira Invitational với thành tích tốt nhất mùa là 172-10 (52,68) vào ngày 16 tháng 4 và được vinh danh là Vận động viên của WAC trong tuần. Cô trước đó đã phá vỡ kỷ lục quốc gia với điểm số là 172-8 (52,64) để giành vị trí thứ tư tại Texas Relays vào ngày 9 tháng Tư.
Phong độ của cô ấy đã được cải thiện vào năm 2006, khi cô đạt được danh hiệu toàn Mỹ, đứng thứ sáu tại Giải vô địch NCAA với tỷ lệ ném 51,45, đầu mùa giải đó đã giành giải vô địch C-USA với thành tích toàn quốc là 180-5 (55,00) xếp thứ hai trong lịch sử trường học. Cô đã xếp thứ bảy chung cuộc tại Thế vận hội Trung Mỹ và Caribbean năm 2006. Cô cũng đứng thứ tư tại NACAC mùa đó.
Năm cuối cấp của cô tại UTEP rất sôi động. Erma-Gene đã giành được danh hiệu Hội nghị C-USA với kỷ lục quốc gia mới 56,45m, đủ điều kiện cho cô tham dự Thế vận hội Olympic 2008 tại Bắc Kinh, Trung Quốc. Tại Giải vô địch NCAA 2007, cô kết thúc  vị trí thứ hai.
Đến với Thế vận hội, Erma-Gene đã ghi lại cú ném tốt nhất trong sự nghiệp 57,22 mét vào tháng 3 năm 2008 tại El Paso. Ở Bắc Kinh, cô đứng thứ 30 chung cuộc ở vòng loại.

## Tiến bộ
| 2009 | 52,03 | El Paso, TX | 11/04/2009 |
| 2008 | 57,22 | El Paso, TX | 29/03/2008 |
| 2007 | 56,45 | Houston, TX | 11/05/2007 |
| 2006 | 55,00 | El Paso, TX | 12/05/2006 |
| 2005 | 52,68 | El Paso, TX | 16/04/2005 |
| 2004 | 48,86 | Sherbrooke  | 30/07/2004 |
| 2003 | 49,67 | Bridsville  | 20/07/2003 |
| 2002 | 44,26 | Nassau      | 01/04/2002 |
| 2001 | 38.30 | Bridsville  | 16/04/2001 |